# روبرت إي. كاشمان جونيور
روبرت إي. كاشمان جونيور (بالإنجليزية: Robert Everton Cushman, Jr.)‏ هو ضابط أمريكي، ولد في 24 ديسمبر 1914 في سانت بول في الولايات المتحدة، وتوفي في 2 يناير 1985 في فورت واشنطن في الولايات المتحدة.